# Chenopodium pamiricum
Chenopodium pamiricum är en amarantväxtart som beskrevs av Modest Mikhaĭlovich Iljin. Chenopodium pamiricum ingår i släktet ogräsmållor, och familjen amarantväxter. Inga underarter finns listade i Catalogue of Life.